# Finanzgericht des Landes Sachsen-Anhalt
Koordinaten: 51° 49′ 56,9″ N, 12° 14′ 13,1″ O

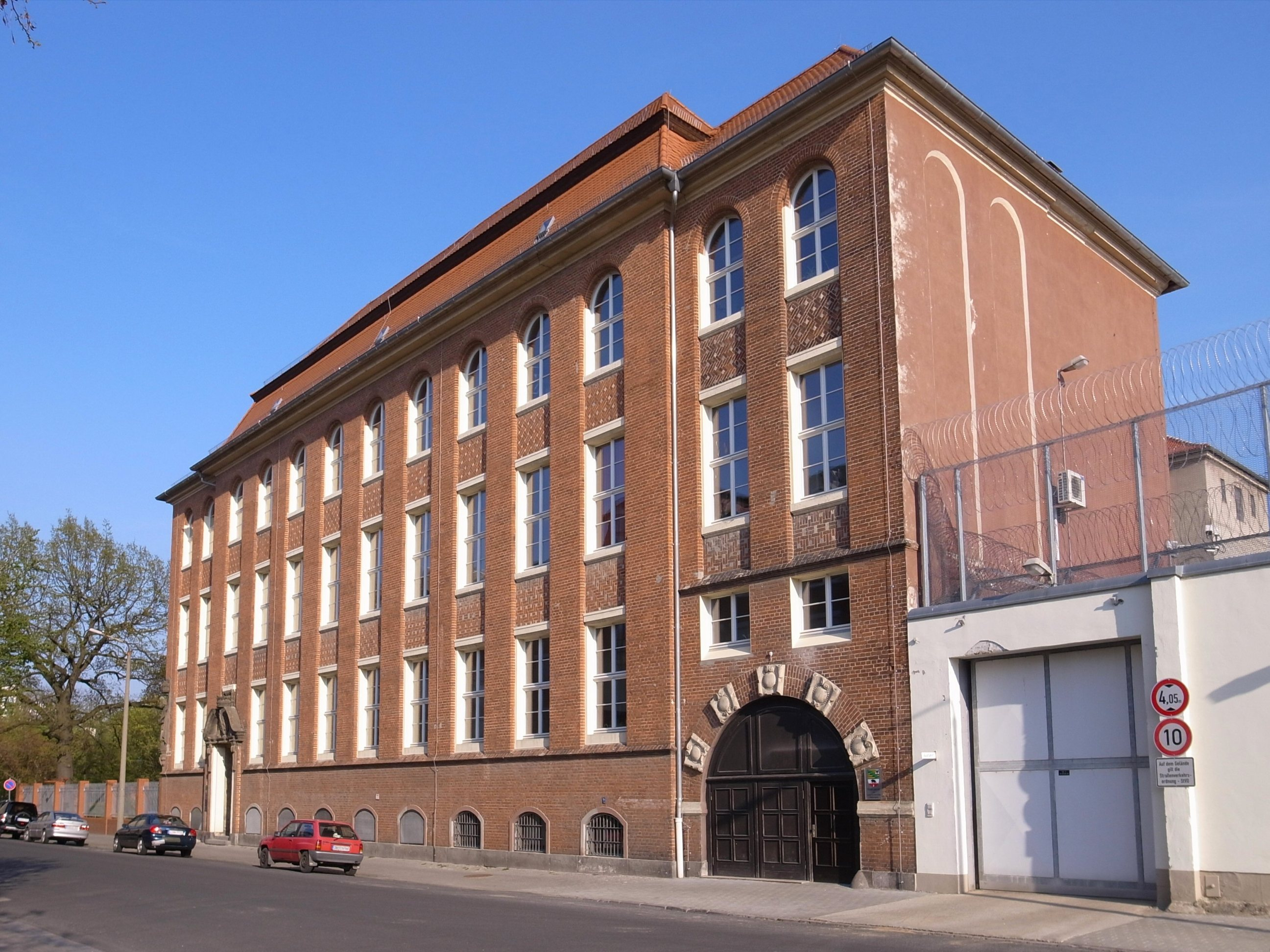
Finanzgericht des Landes Sachsen-Anhalt

Das Finanzgericht des Landes Sachsen-Anhalt ist das einzige Gericht der Finanzgerichtsbarkeit des Landes Sachsen-Anhalt. Seit 2016 steht mit Afra Waterkamp erstmals eine Frau als Präsidentin an der Spitze des Gerichts. 

## Geschichte, Gerichtssitz und -bezirk
Das Finanzgericht (FG) hat seinen Sitz in Dessau-Roßlau; der Gerichtsbezirk entspricht dem Gebiet des gesamten Bundeslandes.
Das Gericht war in der Antoinettenstraße in Dessau in gemieteten Räumlichkeiten untergebracht. Am 29. Oktober 2007 erfolgte der Umzug  in die Willy-Lohmann-Straße 29, dem
heutigen Justizzentrum Anhalt. Am 10. März 2010 wurde der Standort in der Mariannenstraße 35 in Betrieb genommen.
Präsidentin ist seit 23. März 2016 Afra Waterkamp, die erste Frau an der Spitze dieses Gerichts.

## Instanzenzug
Wie alle Finanzgerichte steht auch das FG des Landes Sachsen-Anhalt zwar im Range eines oberen Landesgerichtes, ist aber gleichwohl Eingangsgericht, also erstinstanzlich zuständig. Ihm übergeordnet ist der Bundesfinanzhof in München.

## Leitung
- 14. Oktober 1992–1994: Dieter Rönitz (* 8. Februar 1928), Gründungspräsident, war von 1978 bis 1990 Präsident des Finanzgerichts Düsseldorf
- 16. Juni 1994–2003: Detlef Schröder (* 8. Oktober 1938)
- 2004–2013: Gunther Karl
- seit 23. März 2016: Afra Waterkamp[1]